# Noël Gallon

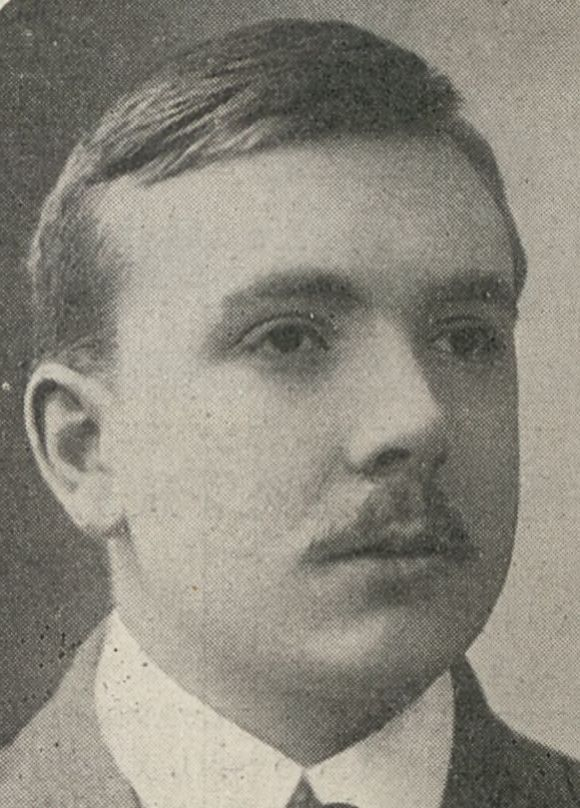
Noël Gallon

Noël Gallon (* 11. September 1891 in Paris; † 26. Dezember 1966 ebenda) war ein französischer Komponist und Kompositionslehrer.

## Leben
Noël Gallon studierte wie sein Bruder Jean Gallon am Pariser Konservatorium. 1910 gewann er den Prix de Rome mit der Kantate Acis et Galathée. Seit 1920 war er Solfège- und seit 1926 Kontrapunktlehrer am Konservatorium. Zu seinen Schülern zählten namhafte Komponisten wie Maurice Duruflé, Olivier Messiaen, Henri Dutilleux, Gerd Boder und Tony Aubin.
Gallon komponierte ein Drame lyrique (Paysans et Soldats, 1911), eine Orchestersuite, eine Fantasie für Klavier und Orchester, eine Sonate für Flöte und Fagott, zehn Präludien und eine Toccata für Klavier, Chöre und Lieder.